# Cagiva nC2
La 1C2, la 2C2 e la 3C2 sono delle motociclette da competizione della casa Cagiva, che hanno partecipato al motomondiale 1980 fino al 1982, quindi alla prime tre annate di competizioni Cagiva nella classe maggiore.

## Descrizione delle varie moto
La moto (1C2) del 1980 venne presentato al gran premio di Germania ed è basata sulla Yamaha TZ 500.
Nel 1981 la moto (2C2) viene realizzata completamente ed interamente dalla Cagiva, con un motore 4 cilindri in linea ed alimentazione a dischi rotanti comandati da cinghie dentate posti sul dorso del basamentoda circa 120 CV a 11500 giri al minuto, con telaio del tipo doppia culla a tubi tondi in acciaio, così come il forcellone, progettato da Lino Tonti.
Nel 1982 la moto (3C2) venne stravolta ulteriormente, adotta un motore, sempre a 4 cilindri, ma in quadro fortemente inclinato in avanti da circa 118 CV a 11500 giri al minuto, che si differenzia dal precedente motore anche per lo spostamento dei dischi ruotanti ai lati del carter come nelle concorrenti e il telaio divenne a tubi quadrati, tale moto riscosse poco successo, anche se nell'anno 1982 con Jon Ekerold si ottenne qualche punto.

## Gare
La moto nel 1980 e 1981 venne guidata da Virginio Ferrari, senza ottenere risultati di rilievo, mentre nella stagione '82 furono ingaggiati Massimo Broccoli e Boet van Dulmen, quest'ultimo abbandonò il team e venne sostituito da Jon Ekerold (ex campione del mondo in 350), il quale termina il mondiale con il 10º posto al GP di Germania, ad Hockenheim (ultima gara della stagione), facendo ottenere il primo punto iridato della storia per la Cagiva.